# 青铜时代 (小说)
《青铜时代》是，王小波所作的长篇小说集。包括《序：我的师承》和《万寿寺》、《红拂夜奔》、《寻找无双》三篇小说，分别取材自唐传奇《红线传》、《虬髯客传》和《无双传》。1997年由花城出版社出版。其中《寻找无双》是王小波创作的第一篇长篇小说。